# Roeien op de Olympische Zomerspelen 2020 – Dubbel-vier mannen
De dubbelvier voor mannen bij het roeien op de Olympische Zomerspelen 2020 vond plaats van 23 tot en met 27 juli 2021 op de Sea Forest Waterway in Tokio.

## Kwalificatie
| Toernooi                                      | Datum                          | Locatie    | Plaatsen | Gekwalificeerd   | Geselecteerde roeiers                                                        |
| --------------------------------------------- | ------------------------------ | ---------- | -------- | ---------------- | ---------------------------------------------------------------------------- |
| Wereldkampioenschappen 2019                   | 25 augustus – 1 september 2019 | Ottensheim | 8        | Nederland        | Abe Wiersma Dirk Uittenbogaard Koen Metsemakers Tone Wieten                  |
| Wereldkampioenschappen 2019                   | 25 augustus – 1 september 2019 | Ottensheim | 8        | Polen            | Fabian Barański Szymon Pośnik Wiktor Chabel Dominik Czaja                    |
| Wereldkampioenschappen 2019                   | 25 augustus – 1 september 2019 | Ottensheim | 8        | Italië           | Simone Venier Andrea Panizza Luca Rambaldi Giacomo Gentili                   |
| Wereldkampioenschappen 2019                   | 25 augustus – 1 september 2019 | Ottensheim | 8        | Australië        | Jack Cleary Caleb Antill Cameron Girdlestone Luke Letcher                    |
| Wereldkampioenschappen 2019                   | 25 augustus – 1 september 2019 | Ottensheim | 8        | Duitsland        | Max Appel Hans Gruhne Tim Ole Naske Karl Schulze                             |
| Wereldkampioenschappen 2019                   | 25 augustus – 1 september 2019 | Ottensheim | 8        | China            | Yi Xudi Zang Ha Liu Dang Zhang Quan                                          |
| Wereldkampioenschappen 2019                   | 25 augustus – 1 september 2019 | Ottensheim | 8        | Noorwegen        | Martin Helseth Olaf Tufte Oscar Stabe Helvig Erik Solbakken                  |
| Wereldkampioenschappen 2019                   | 25 augustus – 1 september 2019 | Ottensheim | 8        | Groot-Brittannië | Harry Leask Angus Groom Tom Barras Jack Beaumont                             |
| Internationaal olympisch kwalificatietoernooi | 16 – 18 mei 2021               | Luzern     | 2        | Estland          | Kaspar Taimsoo Tõnu Endrekson Allar Raja Jüri-Mikk Udam                      |
| Internationaal olympisch kwalificatietoernooi | 16 – 18 mei 2021               | Luzern     | 2        | Russische ploeg  | Artyom Kosov Nikita Eskin Nikolay Pimenov Alexander Matveev                  |
| Internationaal olympisch kwalificatietoernooi | 16 – 18 mei 2021               | Luzern     | 2        | Litouwen         | Dominykas Jančionis Dovydas Nemeravičius Armandas Kelmelis Martynas Džiaugys |
| Totaal                                        |                                |            | 10       |                  |                                                                              |

## Programma
De competitie wordt georganiseerd over vijf dagen.
Alle tijden zijn Japanse Standaardtijd (UTC+9)
| Datum                 | Tijd  | Ronde      |
| --------------------- | ----- | ---------- |
| Vrijdag 23 juli 2021  | 11:30 | Series     |
| Zondag 25 juli 2021   | 10:40 | Herkansing |
| Woensdag 28 juli 2021 | 8:50  | Finale B   |
| Woensdag 28 juli 2021 | 10:30 | Finale A   |

## Resultaten

### Series
De eerste twee van beide series plaatsen zich voor de finale op dinsdag 27 juli 2021, alle anderen zijn veroordeeld tot de herkansing op zondag 25 juli 2021.

#### Serie 1
| Rang | Roeiers                                                                      | Land             | Tijd    | Baan |   |
| ---- | ---------------------------------------------------------------------------- | ---------------- | ------- | ---- | - |
| 1    | Dirk Uittenbogaard Abe Wiersma Tone Wieten Koen Metsemakers                  | Nederland        | 5:39,80 | 5    | Q |
| 2    | Jack Cleary Caleb Antill Cameron Girdlestone Luke Letcher                    | Australië        | 5:41,54 | 4    | Q |
| 3    | Harry Leask Angus Groom Tom Barras Jack Beaumont                             | Groot-Brittannië | 5:42,01 | 2    | H |
| 4    | Yi Xudi Zang Ha Liu Dang Zhang Quan                                          | China            | 5:43,44 | 1    | H |
| 5    | Armandas Kelmelis Martynas Dziaugys Dovydas Nemeravicius Dominykas Jancionis | Litouwen         | 6:03,07 | 3    | H |

#### Serie 2
| Rang | Roeiers                                                                    | Land      | Tijd    | Baan |   |
| ---- | -------------------------------------------------------------------------- | --------- | ------- | ---- | - |
| 1    | Dominik Czaja Wiktor Chabel Szymon Posnik Fabian Baranski                  | Polen     | 5:39,25 | 2    | Q |
| 2    | Simone Venier Andrea Panizza Luca Rambaldi Gentili Giacomo                 | Italië    | 5:39,28 | 3    | Q |
| 3    | Juri-Mikk Udam Allar Raja Tonu Endrekson Kaspar Taimsoo                    | Estland   | 5:47,12 | 1    | H |
| 4    | Martin Helseth Olaf Karl Tufte Jan Oscar Stabe Helvig Erik Andre Solbakken | Noorwegen | 5:49,02 | 4    | H |
| 5    | Tim Ole Naske Karl Schulze Gruhne Hans Max Appel                           | Duitsland | 5:50,11 | 5    | H |